# باشگاه فوتبال گیرسون اسپور
گیرسون اسپور یک باشگاه فوتبال حرفه ای ترکیه‌ای است که در شهر گیرسون مستقر است.
این باشگاه در سال ۱۹۲۵ تأسیس شد و در سال ۱۹۶۷ پس از ادغام با یشیلتپسپور ، آکنگنچلیک اسپور و بشیکتاش اسپور، به شکل امروزی به فعالیتش ادامه می‌دهد. این باشگاه فوتبال در سوپر لیگ فوتبال ترکیه، که بالاترین سطح فوتبال در این کشور باشد، بازی می کند.
گیرسون اسپور در حدفاصل سال‌های ۱۹۷۱ تا ۱۹۷۷ درسوپرلیگ ترکیه بازی می‌کرد اما پس از سقوط به رده‌های پایین‌تر تا ۴۴ سال بعد نتوانست به سطح اول بازگردد و در نهایت در سال ۲۰۲۱، با برتری در مقابل توزلااسپور توانست مجددا به سوپر لیگ صعود کند.

## بازیکنان
از بازیکنان سرشناس کنونی این تیم می‌توان به عزیز بهیچ، امره تاشدمیر، چیکینیو، دوگلاس سیلوا باسلار و ابراهیما بالده اشاره کرد.